# San Antonio Ojo de Agua
San Antonio Ojo de Agua är en ort i Mexiko.   Den ligger i kommunen Ahualulco och delstaten San Luis Potosí, i den centrala delen av landet, 400 km nordväst om huvudstaden Mexico City. San Antonio Ojo de Agua ligger 1 851 meter över havet och antalet invånare är 434.
Terrängen runt San Antonio Ojo de Agua är kuperad åt nordväst, men åt sydost är den platt. Runt San Antonio Ojo de Agua är det tätbefolkat, med 591 invånare per kvadratkilometer. Närmaste större samhälle är Ahualulco, 6,9 km sydväst om San Antonio Ojo de Agua. Omgivningarna runt San Antonio Ojo de Agua är i huvudsak ett öppet busklandskap.